# Aydınidi

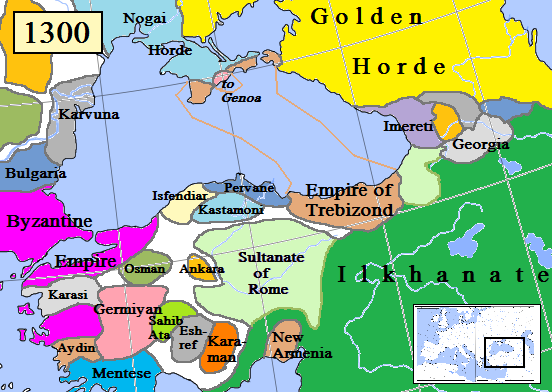
Beylik di Aydın (arancione) nel 1300 ca.

Gli Aydınidi (Aydınoğulları in lingua turca) furono una dinastia di turchi Oghuz che crearono un proprio potentato, il Beylicato di Aydın (anche Emirato di Aydın), sulle coste egee dell'Anatolia dopo il collasso del Sultanato di Rum. Fondatore della dinastia fu Aydınoğlu Mehmed Bey.

Il principato degli Aydınidi fu inglobato nei domini degli Ottomani una prima volta nel 1390 ed in via definitiva nel 1425.

## Storia
L'influenza dei Mongoli (v. Battaglia di Köse Dağ, 26 giugno 1243) aveva mandato in pezzi il potere dei turchi selgiuchidi d'Anatolia nella metà del XIII secolo. I vari potentati turchi, i Bey, avevano allora cominciato a conquistarsi dei regni propri, trasformando le terre del vecchio Sultanato di Rum in un mosaico di micro-regni in lotta tra loro. L'Impero bizantino, lacerato dalle lotte tra i Paleologi e l'Impero latino nelle mani degli Occidentali, non seppe approfittare di questa favorevole situazione di caos politico, lasciando che la polveriera anatolica continuasse a ribollire.
Nel 1308 un condottiero dei turchi Oghuz di nome Aydınoğlu Mehmed Bey (....-1334) conquistò per conto del suo signore, il Bey di Germiyan Yakub I la città di Birgi, salvo poi decidere di tenerla per sé e di farne la capitale di un suo regno indipendente, l'Emirato di Aydın, assumendo il titolo di Mubarizalsîn Gazi Mehmed. Nonostante lo "smacco" di Birgi, Mehmet mantenne comunque buoni rapporti con Germiyan, lo stato turcomanno più potente d'Anatolia insieme ai Karamanidi, e figurò come vassallo del Bey Yakub quando questi rese omaggio allo Ilkhan di Persia Abu Saïd Bahadur nel 1314.
Il figlio e successore di Mehmed Bey, Aydınoğlu Gazi Umur Bey, conquistò l'importante centro portuale di Smirne, dando alla dinastia un sicuro sbocco sul Mar Egeo ed avviando una lucrativa carriera di emiro-pirata come aveva già fatto, sempre da Smirne, il selgiuchide Chaka Bey tre secoli prima. Alleatosi all'anti-imperatore Giovanni VI Cantacuzeno, attirò su di sé le ire della Repubblica di Venezia e degli Ospitalieri che coordinarono con Papa Clemente VI una massiccia azione militare contro di lui: le Crociate di Smirne.
[...]

## La dinastia

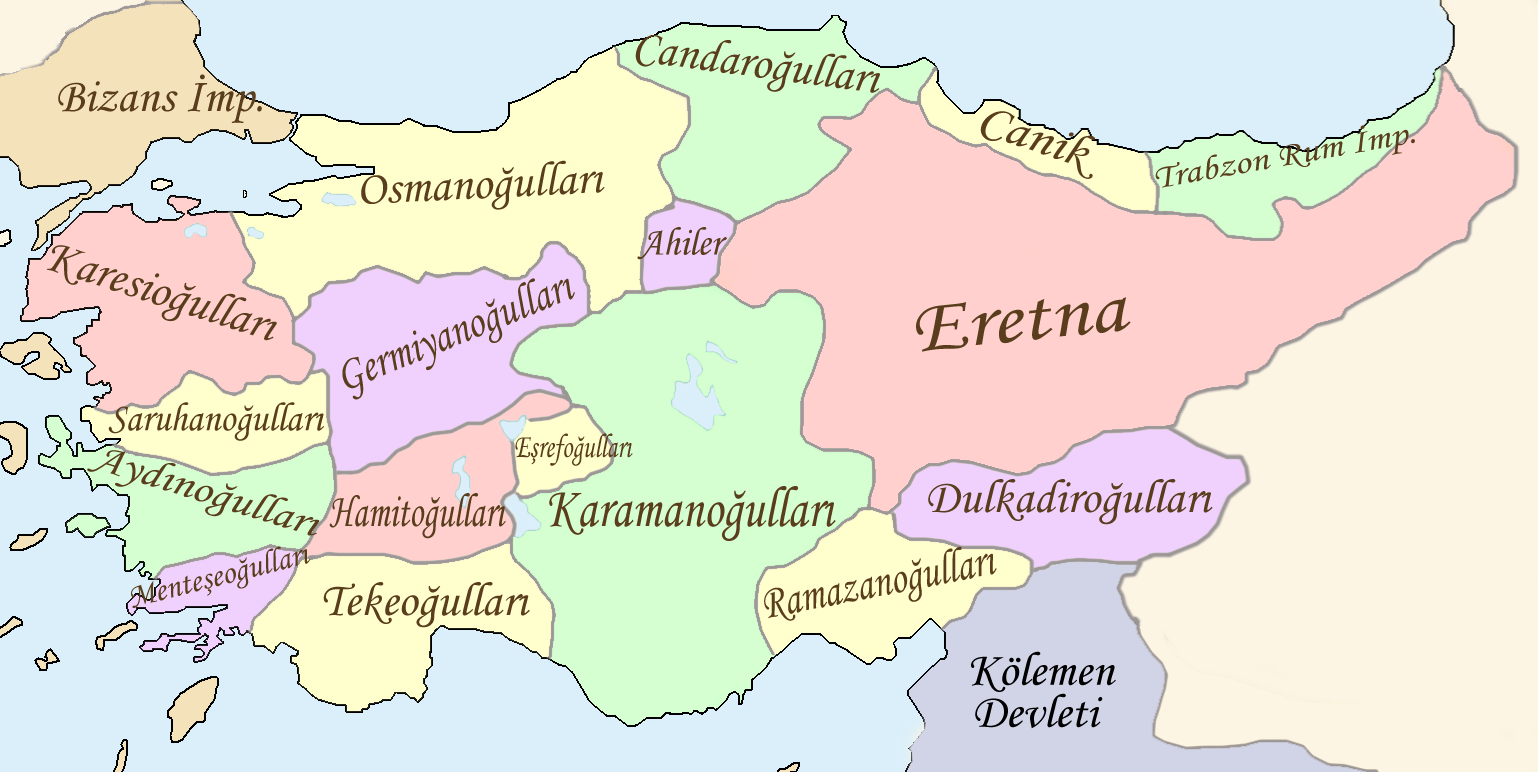
Carta dei Beilicati d'Anatolia formatisi dopo la Battaglia di Köse Dağ (26 giugno 1243). Aydın è il terzo principato, dall'alto, sulla costa egea della Turchia, stretto tra i Saruhanidi a nord ed i Mentesheidi a sud.

| Regno     | Nome                    | Nome turco | Figli di   | Note                                                                           |
| --------- | ----------------------- | ---------- | ---------- | ------------------------------------------------------------------------------ |
| 1308-1334 | Aydınoğlu Mehmed Bey    | Mehmed Bey |            | Fondatore del beylicato.                                                       |
| 1334-1348 | Aydınoğlu Gazi Umur Bey | Umur Bey   | Mehmed Bey | Noto emiro-pirata.                                                             |
| 1348-1360 | Hızır bin Mehmed        |            |            |                                                                                |
| 1360-1390 | İsa Bey                 |            |            | Sconfitto dagli Ottomani.                                                      |
| 1402-1403 | Musa bin İsa            |            | İsa Bey    | Primo Bey indipendente dopo la sconfitta degli ottomani da parte di Tamerlano. |
| 1403-1405 | Umur II bin İsa         |            | İsa Bey    |                                                                                |
| 1405-1426 | İzmiroğlu Cüneyd Bey    |            |            | Ultimo Bey indipendente di Aydın.                                              |